# シーベ・スフライフェルス
シーベ・スフライフェルス（Siebe Schrijvers, 1996年7月18日 - ）は、ベルギー・リンブルフ州ロンメル出身のサッカー選手。OHルーヴェン所属。ポジションはFW、MF（セカンドトップ、攻撃的ミッドフィールダー）。

## クラブ歴
KRCヘンクのユース出身であり、2012年12月6日にUEFAヨーロッパリーグのFCバーゼル戦でトップチーム初出場。リーグ戦では2012-13シーズンの最終節で、ハーフタイムに負傷したベンヤミン・デ・スーラールに代わって出場しデビューとなった。2013年10月19日にリーグ戦初得点を記録。2016-17シーズン前半はワースラント＝ベフェレンに期限付き移籍する。
2018年6月、4年契約でクルブ・ブルッヘに完全移籍。移籍金は推定300万ユーロ。イヴァン・レコ監督の下でセカンドトップとして最前線のウェズレイとコンビを組みレギュラーの座を掴み、加入初年度でリーグ戦24試合出場11得点を記録した。
2019-20シーズンにフィリップ・クレマンが新指揮官に就任すると出場機会が減少。2020-21シーズン前半はスタメン出場が3試合に止まり、2021年1月15日にOHルーヴェンへ移籍する。アンディ・キングやフィリプ・ベンコヴィッチなど補強を進めるクラブと3年半の契約を締結。移籍金はクラブ史上最高額となる200万ユーロと報道された。

## 代表歴
ベルギー代表の各年代でプレーし、UEFA U-17欧州選手権2012やUEFA U-21欧州選手権2019に参加した。

## タイトル
ヘンク
- ベルギー・カップ : 2012-13

クルブ・ブルッヘ
- ベルギー・スーパーカップ : 2018
- ジュピラー・プロ・リーグ : 2019-20